# Abdij van Chaalis

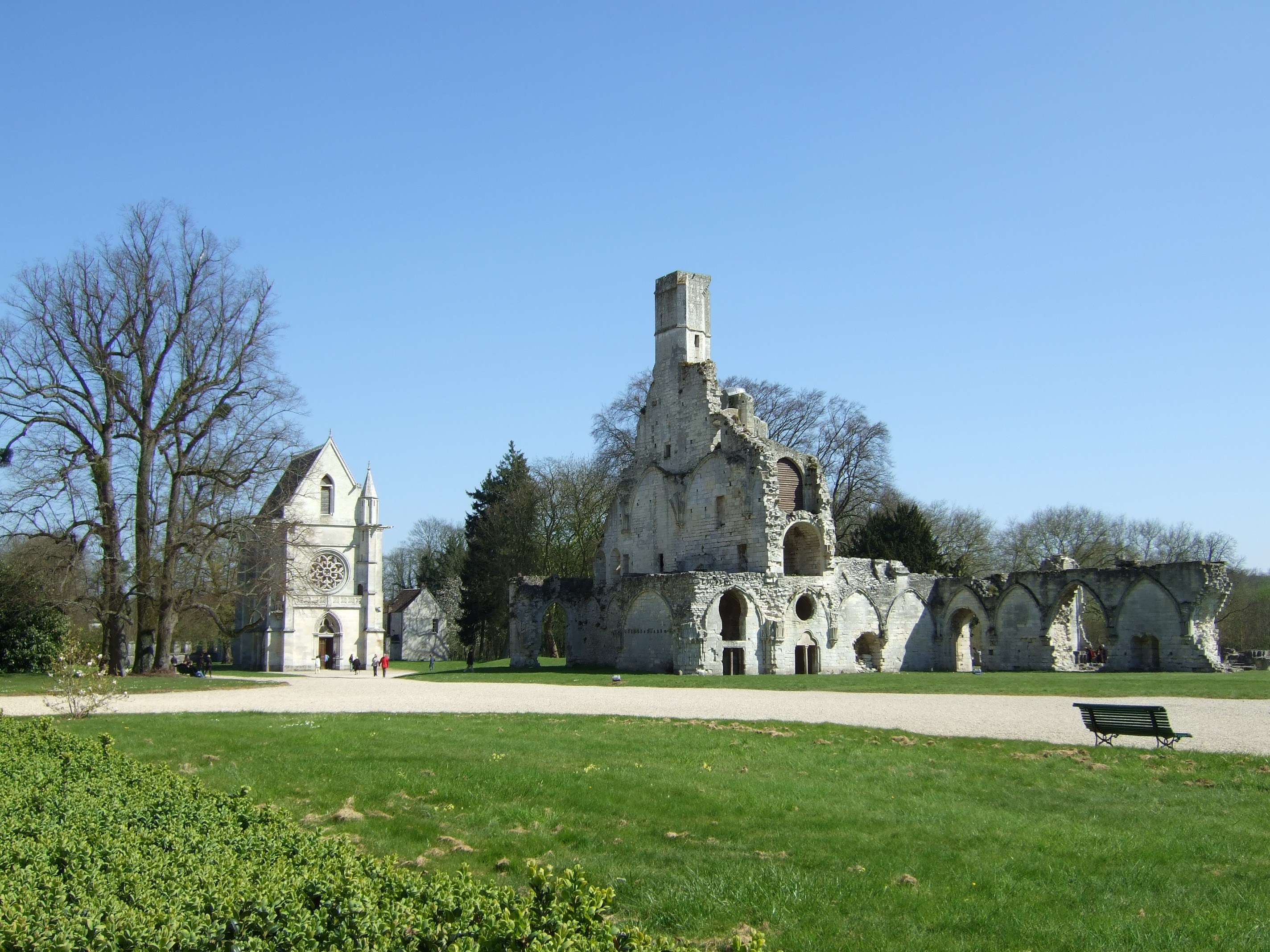
Overblijfselen van de abdijkerk en de kapel

De Abdij van Chaalis, ook wel gespeld Chaâlis, is een voormalig klooster van de cisterciënzers in Frankrijk.

## Ligging
Het klooster, met het bijbehorende laat 18e-eeuwse kasteel,  bevindt zich 4 km ten zuiden van Fontaine-Chaalis, in het departement Oise, ca. 40 km ten noordwesten van Parijs.
Het complex ligt in een voormalig moeras aan de beek Aunette, aan de noordoostrand van het bos van Ermenonville. Direct tegenover de ingang van het voormalige klooster bevindt zich het pretpark  La Mer de Sable.
Het bos van Ermenonville is beroemd vanwege het kasteel van Ermenonville, waar Jean-Jacques Rousseau in 1778 overleed.

## Geschiedenis
Mogelijk hebben op deze locatie al in de 7e eeuw benedictijner monniken geleefd en gewerkt.
Een edelman, Renaud de Mello, stichtte hier na zijn terugkeer uit de Eerste Kruistocht een priorij van de benedictijner kloosterorde. 
Koning Lodewijk VI van Frankrijk liet deze ter herinnering aan zijn neef Karel de Goede, graaf van Vlaanderen, die in 1127 was gestorven, in 1136 veranderen in een cisterciënzer abdij. Deze werd Caroli locus, plaats van Karel, genoemd, wat de huidige naam verklaart, die hiervan een verbastering is.
Na de stichting werd de koninklijke abdij in 1219 ingewijd door Guérin, bisschop van Senlis. Deze was zegelbewaarder van koning Filips II van Frankrijk.
Het klooster ontwikkelde zich snel en bezat al gauw op 20 plaatsen boerderijen en wijngaarden. 
Van 1202 -1219 werd een grote kloosterkerk  (82 x 40 meter) in gotische stijl gebouwd, één der grootste van Frankrijk. 
Koning Lodewijk IX van Frankrijk bezocht Chaalis regelmatig en deelde in het monastieke leven.
In 1378 liet koning Karel V van Frankrijk in de tijd van een kloostercrisis, die in de tweede helft van de 14e eeuw heel Frankrijk trof, voor eigen rekening de kloostergebouwen restaureren. Echter werd de abdij van toen af (tot het midden van de 16e eeuw) in commendam bestuurd. De abdij verloor hierdoor haar zelfstandigheid. Het klooster kreeg gebrek aan inkomsten, wat tot een neergang leidde.
In de 18e eeuw werd het klooster bestuurd door een hoge edelman, genaamd Louis de Bourbon-Condé, graaf van Clermont. Deze leidde een verkwistend leven  en ruïneerde de abdij, ook letterlijk: een nieuw paleis voor de abt moest verrijzen in de plaats van de oude gebouwen.  Maar het geld was op, de bouw werd gestaakt en koning Lodewijk XVI van Frankrijk sloot het klooster. De monniken verhuisden naar andere kloosters.
In 1793 tijdens de Franse Revolutie werd het complex verkocht. De nieuwe eigenaar  nam het voormalige abtspaleis (dat hij als kasteel gebruikte) en gebruikte de restanten van de andere gebouwen als steengroeve.  Alleen de kapel van de abten (13e eeuw) bleef behouden. 
In 1902 kocht de bankiersweduwe en kunstenares  Nélie  Jacquemart het kloostercomplex. Zij bezat een grote collectie schilderijen en meubels. 
In 1912 stierf zij. De abdij en de collecties waren door haar aan het Institut de France vermaakt. Zij bezat ook het grote herenhuis in Parijs, waarin nu het Musée Jacquemart-André is gehuisvest, alwaar Jacquemarts kunstverzameling nu te zien is.

## Huidig gebruik
Het kasteel herbergt een bescheiden museum, deels gewijd aan de laatste particuliere eigenaresse, Nélie Jacquemart, die ook een verdienstelijk kunstschilderes was. Het wordt geëxploiteerd door het Institut de France. Verder zijn er educatieve activiteiten en worden er rondleidingen, cursussen en evenementen gehouden. In de omgeving zijn wandelroutes uitgezet.

## Weblink
Officiële website (fr, en)